# Distretto di Złotów
Il distretto di Złotów (in polacco: powiat złotowski) è un distretto polacco appartenente al voivodato della Grande Polonia.

## Geografia antropica

### Suddivisioni amministrative
Il distretto comprende 8 comuni:
- Comuni urbani: Złotów
- Comuni urbano-rurali: Jastrowie, Krajenka, Okonek
- Comuni rurali: Lipka, Tarnówka, Zakrzewo, Złotów